# Amos Biwott
Amos Biwott, född 8 september 1947 i Nandi, är en före detta kenyansk hinderlöpare. Han blev med sitt OS-guld på 3000 meter hinder i Olympiska sommarspelen 1968 i Mexico City den förste i en lång rad kenyanska guldmedaljörer på sträckan. Biwott hade endast fyra hinderlopp bakom sig (inklusive kvalet i OS) när han tog sitt OS-guld efter en hård spurtstrid mot landsmannen Benjamin Kogo som besegrades med 0,6 sekunder. Biwott väckte uppmärksamhet genom sin enorma spänst med vilken han kompenserade en bristfällig hinderteknik. Trots att han inte satte foten på bocken vid vattenhindret avverkade han finalloppet i Mexico City utan att en enda gång sätta en fot i vattnet.
Efter OS 1968 nådde Biwott aldrig samma nivå igen. Vid samväldesspelen 1970 tog han en tredjeplats vilket blev hans näst bästa prestation i en internationellt mästerskap. Vid OS 1972 blev han sexa i hinderfinalen som vanns av hans landsman Kipchoge Keino.